# Gymnocalycium stellatum
Gymnocalycium stellatum är en kaktusväxtart som först beskrevs av Michael Joseph François Scheidweiler, och fick sitt nu gällande namn av Carlos Luis Spegazzini. Gymnocalycium stellatum ingår i släktet Gymnocalycium och familjen kaktusväxter. Inga underarter finns listade i Catalogue of Life.

## Bildgalleri

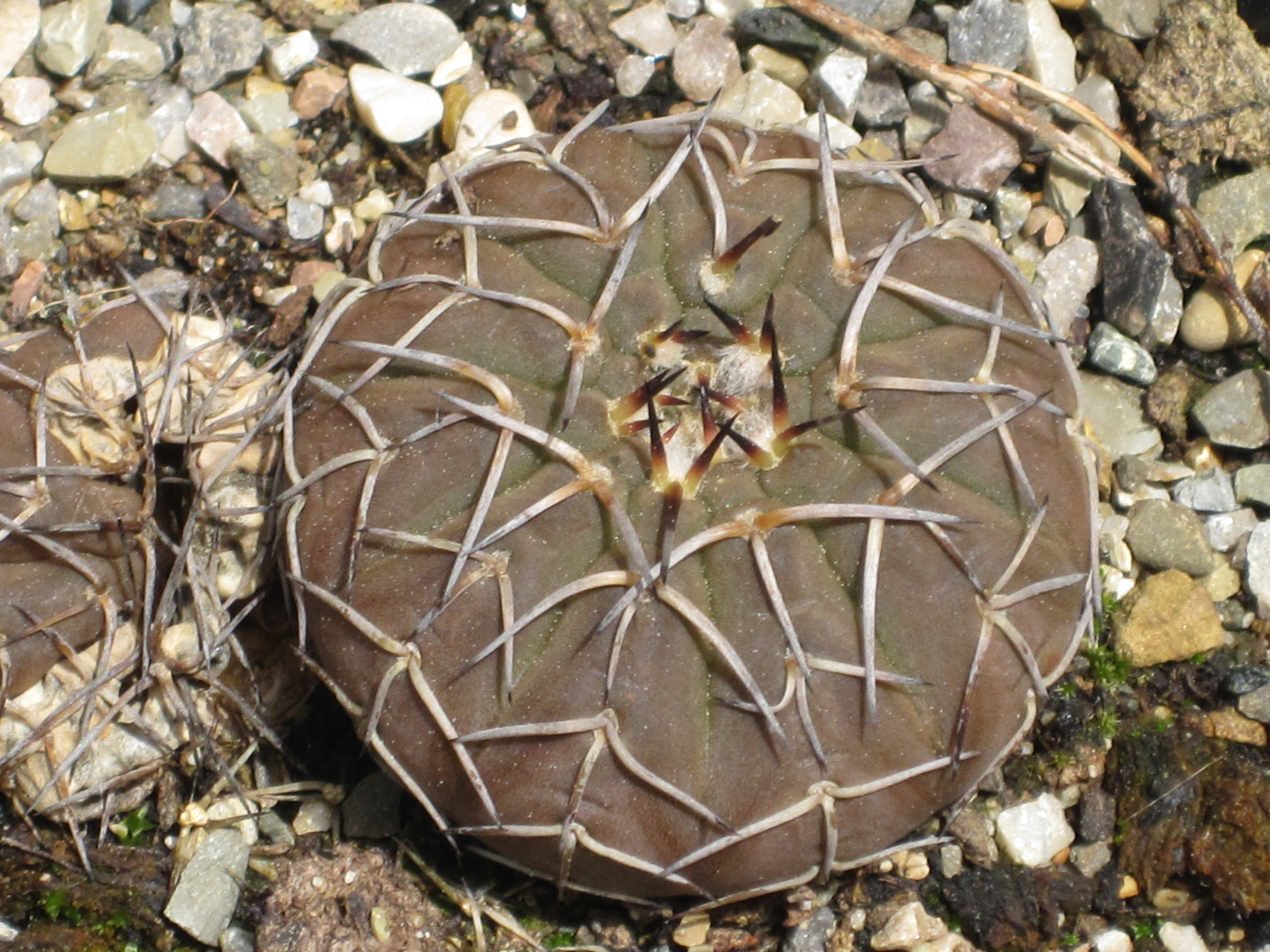
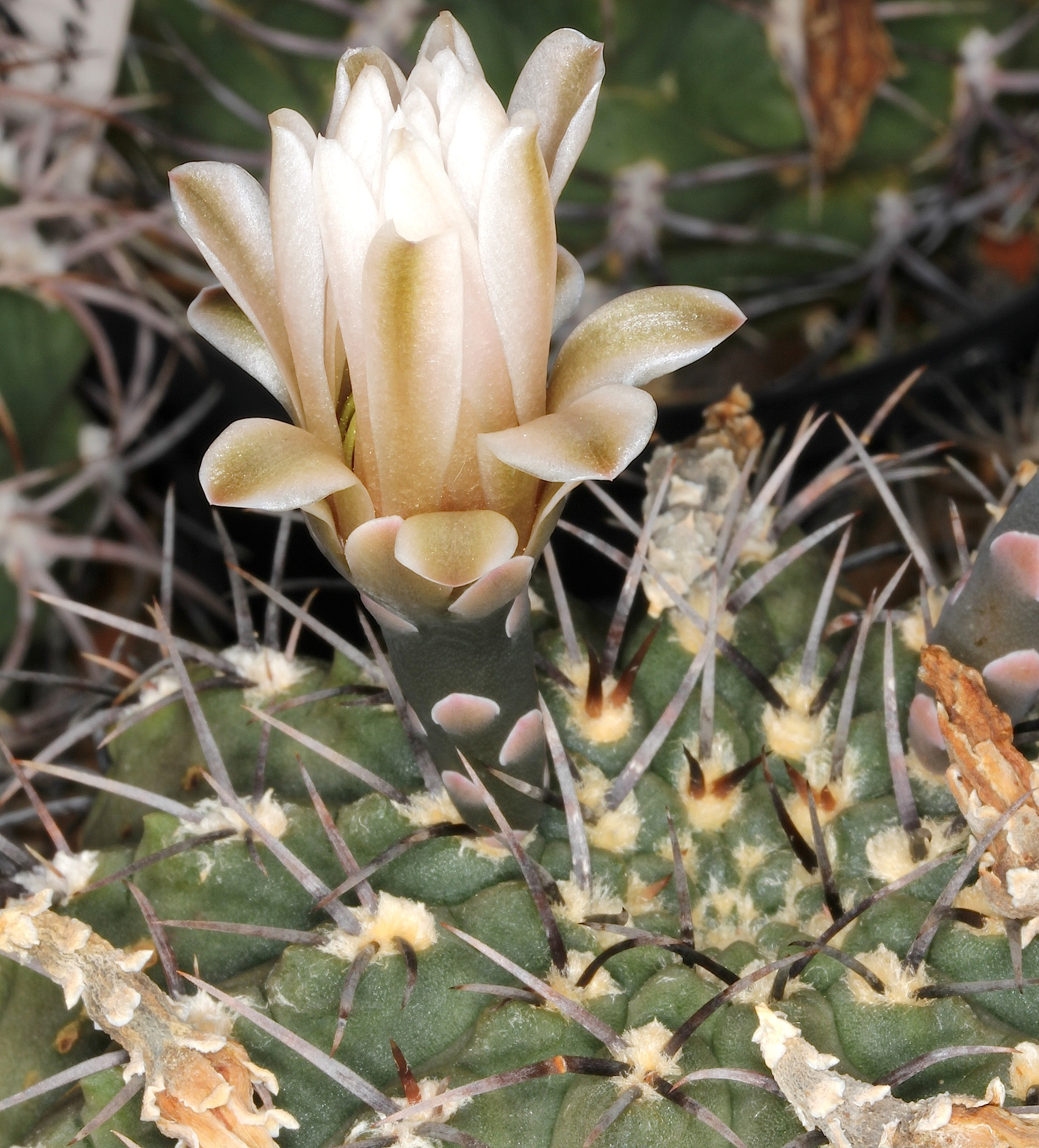
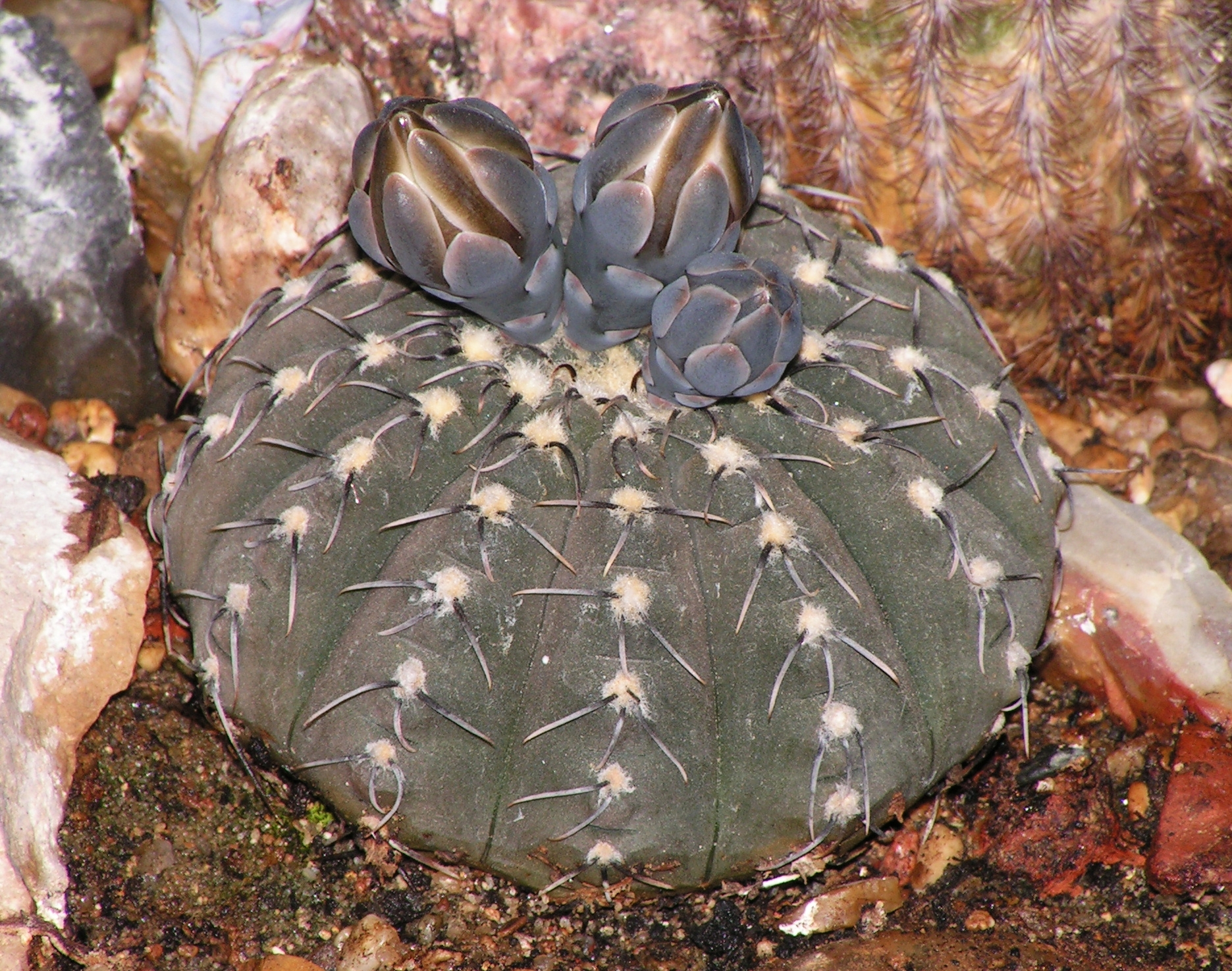
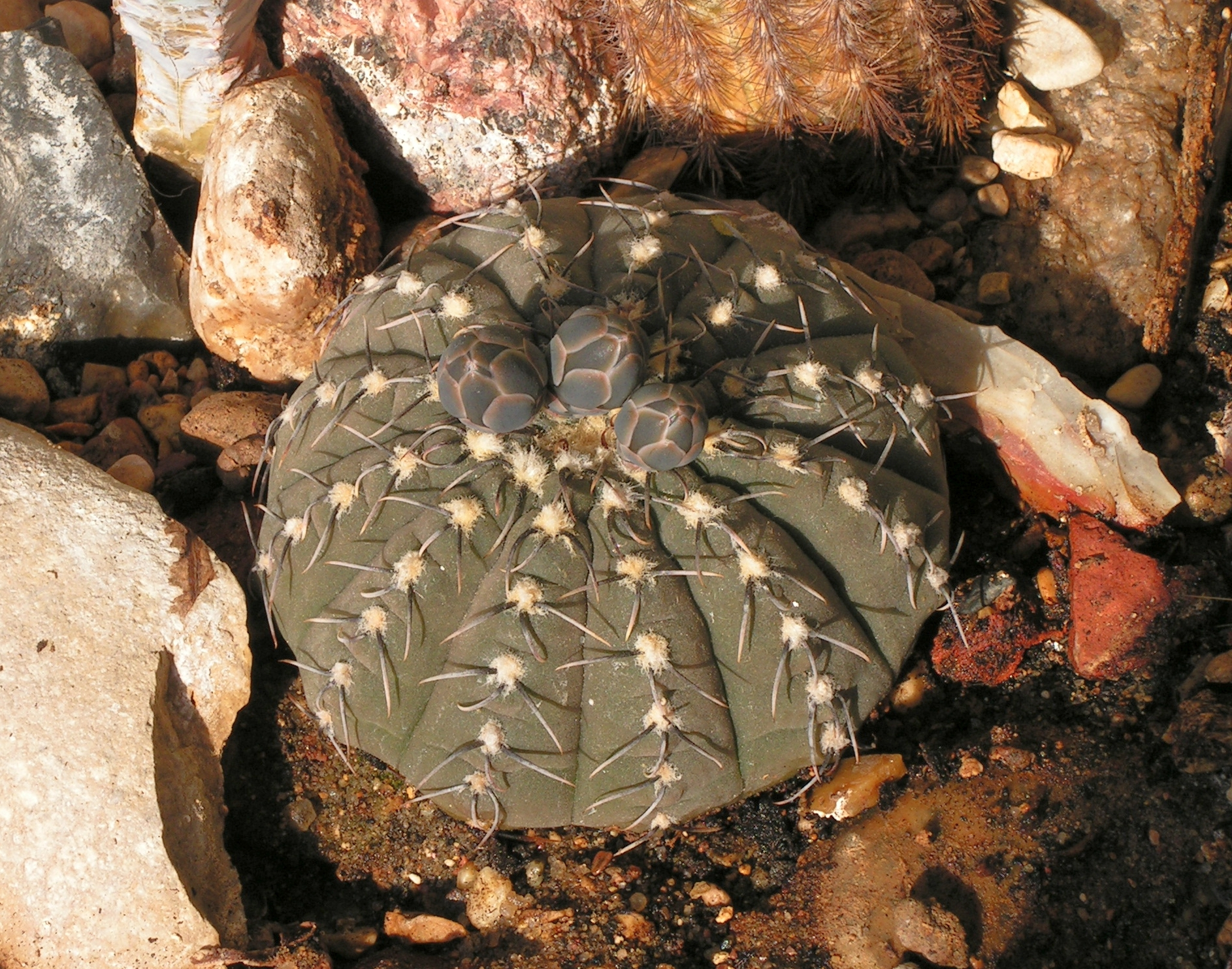
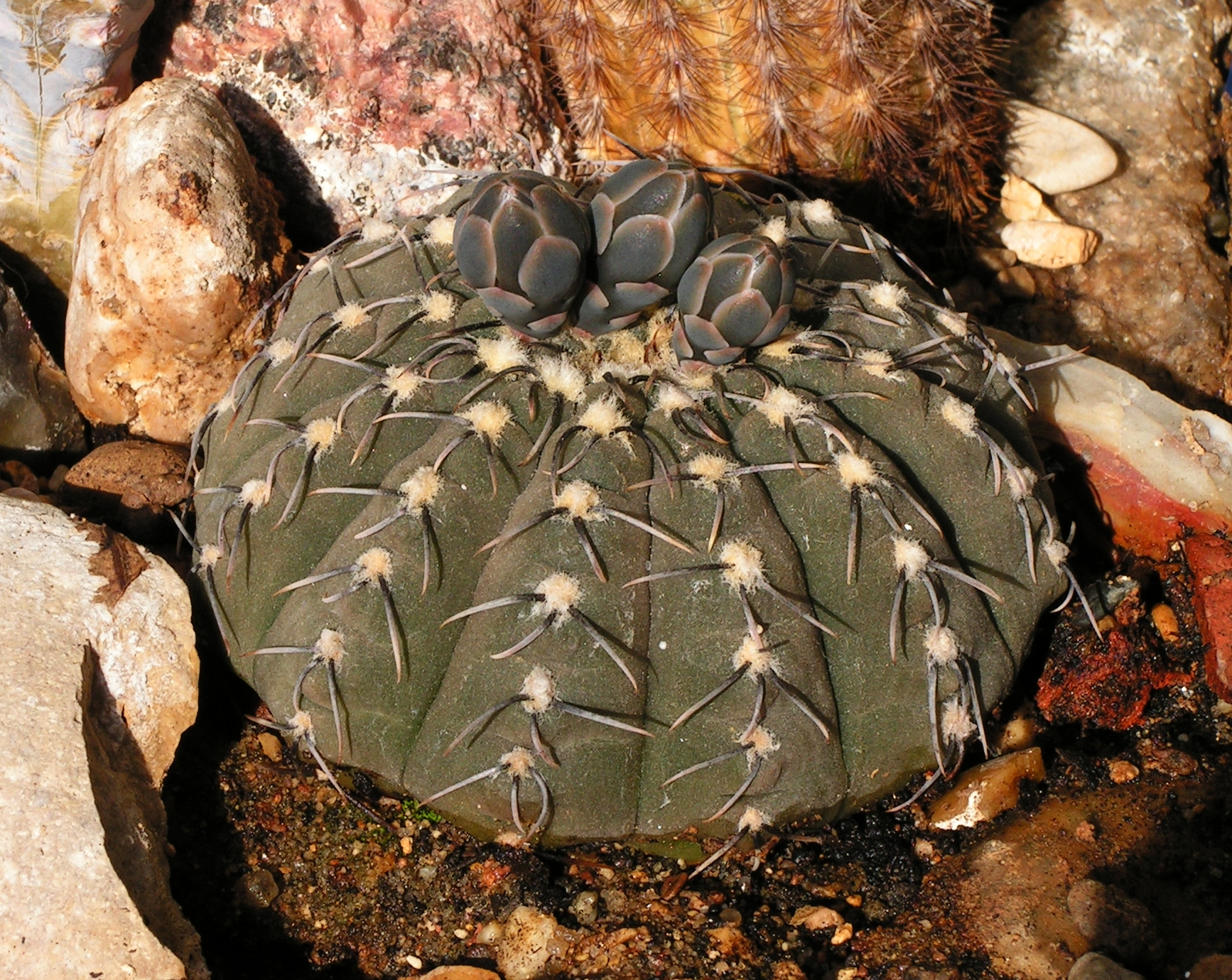
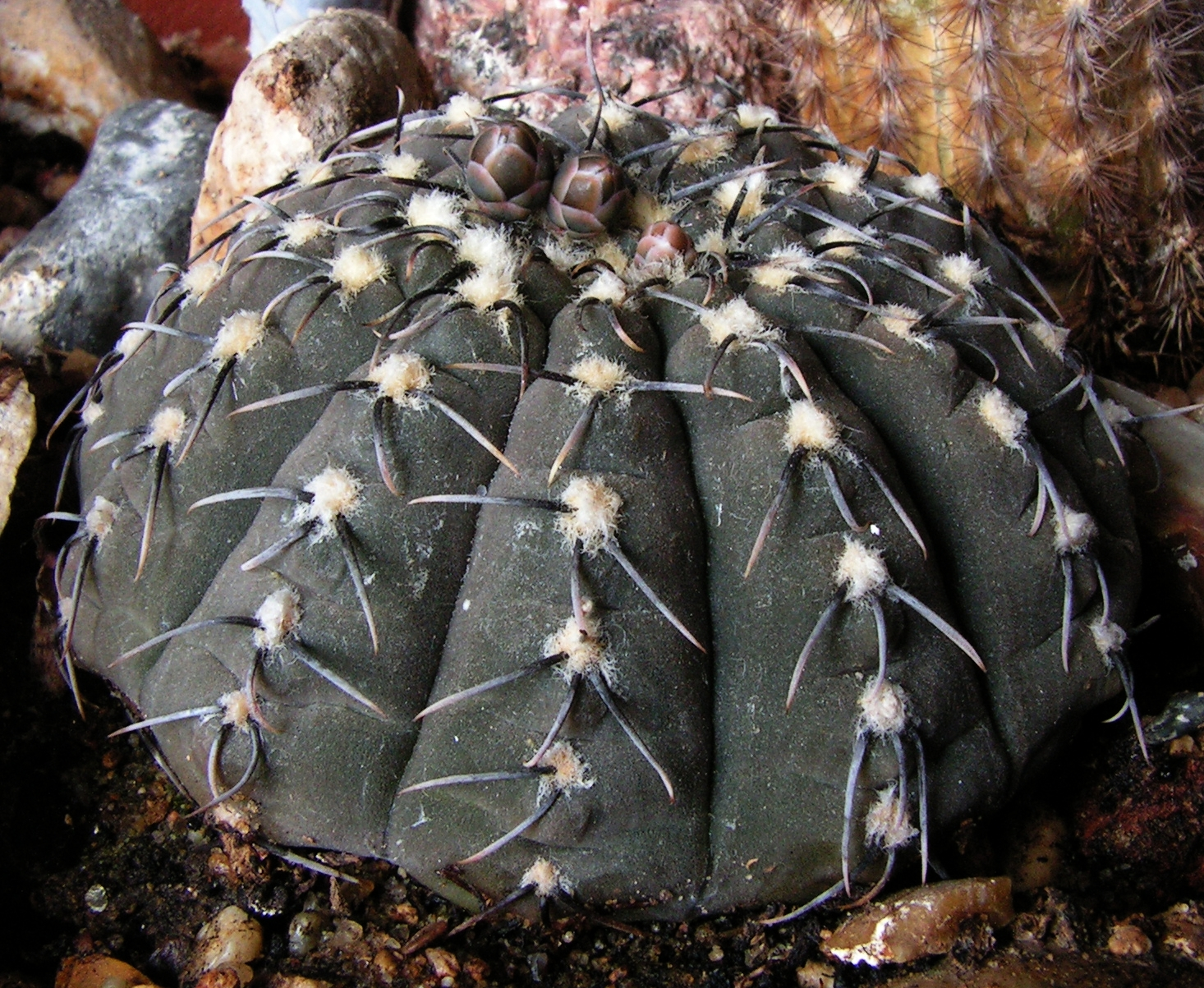